# تپه باغ چندار
تپه باغ چندار مربوط به هزاره اول قبل از میلاد است و در شهرستان کوهرنگ، بخش بازفت، روستای باغ چندار واقع شده و این اثر در تاریخ ۲۴ فروردین ۱۳۸۲ با شمارهٔ ثبت ۸۲۱۴ به‌عنوان یکی از آثار ملی ایران به ثبت رسیده است.